# 蘇伊斯塔蒙湖
61°53′36″N 31°08′03″E / 61.8933°N 31.1342°E
蘇伊斯塔蒙湖（俄语：Суйстамонъярви），是俄羅斯的湖泊，位於該國西北部，由卡累利阿共和國負責管轄，面積8.8平方公里，海拔高度72.7米，湖岸線長度14.1公里，集水區面積220平方公里，平均水深9.9米，最大水深27米。